# Nir Am
Nir Am (hebr. ניר עם; oficjalna pisownia w ang. Nir Am; pol. Łąka Narodu) – kibuc położony w Samorządzie Regionu Sza’ar ha-Negew, w Dystrykcie Południowym, w Izraelu. Członek Ruchu Kibuców (Ha-Tenu’a ha-Kibbucit).

## Położenie
Kibuc jest położony na niewielkim wzgórzu górującym nad nadmorską równiną, na północno-zachodniej krawędzi pustyni Negew. Leży w odległości 11 kilometrów od wybrzeża Morza Śródziemnego. Na północny zachód od kibucu leży rezerwat przyrody Nir Am, ze sztucznie zasadzonym kompleksem leśnym Jaar Nir Am. Kibuc jest otoczone ze wszystkich stron przez wadi, którymi płyną strumienie: Tajah i Mekorot (na północnym zachodzie), Tal (na północy) i Nir Am (na wschodzie). W odległości 1 km na północny zachód od kibucu przebiega granica Strefy Gazy.
W jego otoczeniu znajduje się miasto Sederot, kibuce Erez, Gewim i Mefallesim. W Strefie Gazy znajduje się miasto Bajt Hanun.

## Demografia
Liczba mieszkańców Nir Am:

## Historia

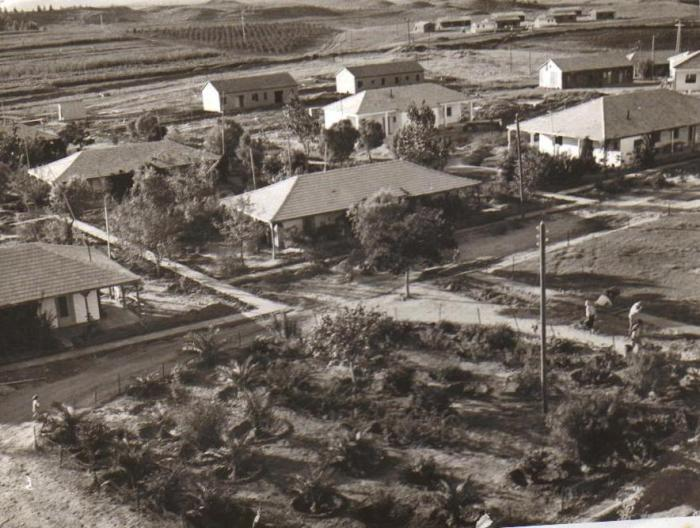
Nir Am w 1950

Kibuc został założony 19 sierpnia 1943 przez grupę żydowskich imigrantów pochodzących z Besarabii. Byli oni członkami młodzieżowego ruchu syjonistycznego Gordonia. Początkowo osada nazywała się Nir Chaim (hebr. ניר - חיים). Po 1945 nazwę zmieniono na obecną.
Podczas I wojny izraelsko-arabskiej w 1948 kibuc był wielokrotnie atakowany przez wojska egipskie, zdołał jednak uniknąć zagłady. Po wojnie odbudowano zniszczenia. W styczniu 1947 do kibucu doprowadzono rurociągi z wodą, co umożliwiło dalszy rozwój osady. W następnych latach osiedlili się tutaj imigranci z Francji, Argentyny i Maroka, a później także z RPA. Bliskość granicy Strefy Gazy powodowała, że kibuc rozwijał się w ciągłym zagrożeniem ostrzału lub ataku ze strony arabskich terrorystów. Do jednej z takich napaści doszło we wrześniu 1954.
W latach 90. XX wieku kibuc znalazł się w kryzysie finansowym, co zmusiło jego mieszkańców do przeprowadzenia w 2002 procesu prywatyzacji. Obecnie realizowana jest rozbudowa osiedla.

## Kultura i sport
W kibucu znajduje się ośrodek kultury z biblioteką. Jest tu także muzeum przedstawiające historię kibucu, ze szczególnym naciskiem na okres I wojny izraelsko-arabskiej. Muzeum opisuje też historię rozbudowy systemów wodociągów na pustyni Negew.
Z obiektów sportowych jest basen pływacki, sala sportowa, siłownia, boisko do piłki nożnej i korty tenisowe.

## Gospodarka
Wielu mieszkańców pracuje poza kibucem, znajdując zatrudnienie w pobliskich strefach przemysłowych. Lokalna gospodarka opiera się na rolnictwie, sadownictwie i hodowli drobiu. Z przemysłu znajduje się tutaj zakład Michsaf, który produkuje sztućce i narzędzia. Zatrudnia on około 60 osób. Dodatkową branżą jest obsługa ruchu turystycznego. W kibucu istnieje możliwość wynajęcia noclegów. Obsługiwane jest także muzeum i lokalna restauracja.

## Infrastruktura
W kibucu jest ośrodek zdrowia, warsztat mechaniczny i sklep wielobranżowy.

## Komunikacja
Z kibucu wyjeżdża się na wschód na drogę ekspresową nr 34 (Jad Mordechaj–Netiwot), którą jadąc na północ dojeżdża się do kibucu Erez, lub jadąc na południe dojeżdża się do skrzyżowania z drogą nr 232 prowadzącą do miasta  Sederot oraz kibuców Gewim i Mefallesim.